# سارة تشارلز لويس
سارة تشارلز لويس (بالإنجليزية: Sarah Charles Lewis)‏ هي ممثلة أمريكية، ولدت في 1 أغسطس 2004. من الجوائز التي نالتها جائزة المسرح العالمي سنة 2016.

## جوائز
- جائزة المسرح العالمي (2016)

## وصلات خارجية
- سارة تشارلز لويس على موقع قاعدة بيانات برودواي على الإنترنت (الإنجليزية)